# 楊曜聰
楊曜聰（1972年9月13日—），彰化縣政府縣政顧問，國際扶輪3462地區2024-25年度地區總監，救國團彰化縣團委會主任委員，彰化縣觀護協會理事長，彰化縣保護少年婦幼協進會理事長。曾擔任南郭國小家長會長、精誠中學家長會長、大葉大學校友總會理事長。現為秀欣牙醫診所院長、長欣生技股份有限公司董事長。曾獲得110年教育部社會教育貢獻獎-個人獎。2023年被中國國民黨提名為彰化第2選區立委候選人，未能當選。

## 選舉紀錄
| 年度 | 選舉屆數             | 選舉區           | 所屬政黨   | 得票數 | 得票率 | 當選標記 | 備註 |
| ---- | -------------------- | ---------------- | ---------- | ------ | ------ | -------- | ---- |
| 2024 | 第十一屆立法委員選舉 | 彰化縣第二選舉區 | 中國國民黨 | 81,403 | 47.30% |          |      |

## 外部連結
- 楊曜聰的Facebook專頁
- 楊曜聰個人網站[]